# Kristine Froseth
Kristine Froseth (Summit, 21 september 1995) is een Amerikaanse actrice.

## Biografie
Froseth werd geboren in Summit, New Jersey, uit Noorse ouders. Haar jeugd bracht ze door met reizen heen en weer tussen Oslo en New Jersey vanwege het werk van haar vader.

## Filmografie

### Televisie
- 2016: Junior - Jess
- 2017: Let the Right One In - Eli
- 2018: The Truth About the Harry Quebert Affair - Nola Kellergan
- 2019: The Society - Kelly
- 2019: Looking for Alaska - Alaska Young
- 2020: When the Streetlights Go On - Chrissy Monroe
- 2022: The First Lady - Betty Ford (jong)
- 2022: American Horror Stories - Coby Rae Dellum
- 2023: The Buccaneers - Nan St. George

### Film
- 2017: Rebel in the Rye - Shirley Blaney
- 2018: Sierra Burgess Is a Loser - Veronica
- 2018: Apostle - Ffion
- 2019: Prey - Madeleine
- 2019: Low Tide - Mary
- 2019: The Assistant - Sienna
- 2021: Birds of Paradise - Marine Elise Durand
- 2022: Sharp Stick - Sarah Jo
- 2022: How to Blow Up a Pipeline - Rowan
- 2024:  Oh, Canada - Alicia